# Јан Пиварник
Јан Пиварник, (чеш. Ján Pivarník; Цејков, 13. новембар 1947) је бивши чехословачки фудбалски репрезентативац, словачки фудбалер и фудбалски тренер. Освајач је златне медаље на Европском првенству у фудбалу 1976. Супруг је глумице Јармиле Коленичове, његов нећак је бивши фудбалер и фудбалски тренер Роман Пиварник.

## Каријера
Фудбал је почео да игра релативно касно, са 16 година. Убрзо је заиграо у оближњем ФК Славој Требишов (1965-1966) који је у то вријеме био друголигаш. Спартак из Трнаве је показао интересовање за њега, али Јан доноси одлуку да се пресели у Кошице јер је тамошњи клуб 1. ФК Кошице пристао да му помогне да стекне образовање. Након сезоне 1971/1972, прешао је у Слован из Братиславе (1972-1978), са којим је два пута освојио првенство Чехословачке (1974. и 1975) и један Куп. За најбољег играча првенства Чехословачке изабран је 1974. Његову успјешну каријеру прекинула је тешка повреда менискуса коју је задобио 1977. Напушта Слован и прелази у ФК Дукла Банска Бистрица за коју током сезоне  1978/79, није одиграо ниједан меч. У првој лиги Чехословачке  одиграо је 267 утакмица и постигао 13 голова. После неколико безуспјешних покушаја да се врати фудбалу у Аустрији, Пиварник и његов бивши саиграч у Словану и репрезентацији Душан Галис 1981. прелазе у шпански клуб ФК Кадиз, али пошто клуб није испунио уговорне обавезе оба играча се ускоро враћају у Чехословачку.
Након што се дефинитивно повукао као играч радио је као помоћни тренер у ФК Аустрија Беч, затим у ФК Спортинг Лисабон гдје је главни тренер био Јозеф Венглош. Међутим, и сам је имао амбиције да постане први тренер. Срећу је пронашао у Азији, где је радио скоро 20 година. Као главни тренер углавном је радио у арапским земљама - Кувајту, Саудијској Арабији, Катару, Оману и Уједињеним Арапским Емиратима. Са екипом Ал Кадисије освојио је АФК Куп победника купова 1994. године.
За репрезентацију Чехословачке одиграо је 39 мечева, од којих 17 као капитен и постигао један гол. Учесник је Европског првенства у фудбалу 1976. године, где је Чехословачка освојила златну медаљу и Свјетског првенства у фудбалу 1970. године. За репрезентацију је дебитовао у Братислави 27. априла 1968. године. Чехословачка је пријатељску утакмицу против Југославије добила резултатом 3:0.

## Чехословачка лига
| Сезона                       | Мечеви | Голова | Клуб                 |
| ---------------------------- | ------ | ------ | -------------------- |
| 1. чехословачка лига 1966/67 | -      | 2      | 1. ФК Кошице         |
| 1. чехословачка лига 1967/68 | 26     | 1      | 1. ФК Кошице         |
| 1. чехословачка лига 1968/69 | 26     | 1      | 1. ФК Кошице         |
| 1. чехословачка лига 1969/70 | 27     | 1      | 1. ФК Кошице         |
| 1. чехословачка лига 1970/71 | 21     | 0      | 1. ФК Кошице         |
| 1. чехословачка лига 1971/72 | -      | 3      | 1. ФК Кошице         |
| 1. чехословачка лига 1972/73 | 27     | 2      | ФК Слован Братислава |
| 1. чехословачка лига 1973/74 | 29     | 1      | ФК Слован Братислава |
| 1. чехословачка лига 1974/75 | 25     | 0      | ФК Слован Братислава |
| 1. чехословачка лига 1975/76 | 22     | 0      | ФК Слован Братислава |
| 1. чехословачка лига 1976/77 | 18     | 2      | ФК Слован Братислава |
| 1. чехословачка лига 1977/78 | -      | 0      | ФК Слован Братислава |
| Ла Лига 1981/82              | 3      | 0      | ФК Кадиз             |
| УКУПНО                       | 270    | 14     |                      |